# Anarta zemblica
Anarta zemblica är en fjärilsart som beskrevs av George Francis Hampson 1903. Anarta zemblica ingår i släktet Anarta och familjen nattflyn. Inga underarter finns listade i Catalogue of Life.